# Mama ei de tranziție
Mama ei de tranziție este un film românesc din 2011 regizat de Cristina Nichituș. Rolurile principale au fost interpretate de actorii Cecilia Bârbora, Mihai Bisericanu, Vasile Muraru.

## Distribuție
Distribuția filmului este alcătuită din:
- Ștefan Velniciuc — Chestor sau general
- Valentin Mihali — Marcel
- Dan Helciug — Prieten cu Liviu
- Ion Parea — Vitalie
- Alexandra Velniciuc — Pisi
- Andreea Măcelaru — Nuţi
- George Alexandru — Leonache
- Vasile Muraru — Domnul Basil
- Marius Rizea — Patron firmă imobiliare
- Mihai Bisericanu — Silviu
- Gabriel Spahiu — Nelu
- Valentin Teodosiu — Vică
- Laura Vasiliu — Florica
- Vasile Popa — Lică
- Cecilia Bârbora — Geta
- Fulvio Balboni — Mario